# Red (T'Pau)
Red è il quarto album del gruppo inglese T'Pau, pubblicato nel 1998 dalla Gnatfish Records, etichetta di proprietà della cantante del gruppo, Carol Decker.
Nel 1999 l'album è stato ripubblicato con tre bonus tracks aggiuntive.

## Tracce
1. Arms of Love (Carol Decker, Ron Rogers) - 3:34
2. With a Little Luck (J.David, Carol Decker, Ron Rogers) – 3:40
3. Now That You're Gone (Scott Taylor, Decker, Rogers) – 3:15
4. Do the Right Dance (Carol Decker, Dean Howard, Ron Rogers) – 4:19
5. Wing and a Prayer (S.Darlow, Decker, Rogers) – 4:00
6. Giving Up the Ghost (Decker) – 4:54
7. Make Love to Me (Decker, Rogers, R.Feldman) – 3:28
8. Say You Will (Decker, Taylor) – 3:06
9. Love Song (Decker, P.Harvey) – 4:36
10. Let it All Fall (Darlow, Decker) – 4:36
11. Sweet Dreams (Decker, Rogers, S.Boorer, G.Clayton, J.Dunkley) – 4:07

Bonus tracks edizione 1999:
1. Heart and Soul (versione 1997)
2. China in Your Hand (live)
3. Do the Right Dance (demo) (Decker, Howard, Rogers)

## Formazione
- Carol Decker: voce
- Jimmy Ashurst: chitarre
- Scott Taylor: chitarre
- Spencer Cozens: tastiere
- Dan McKinna: basso
- Ray Weston: batteria